# 黄金山脉

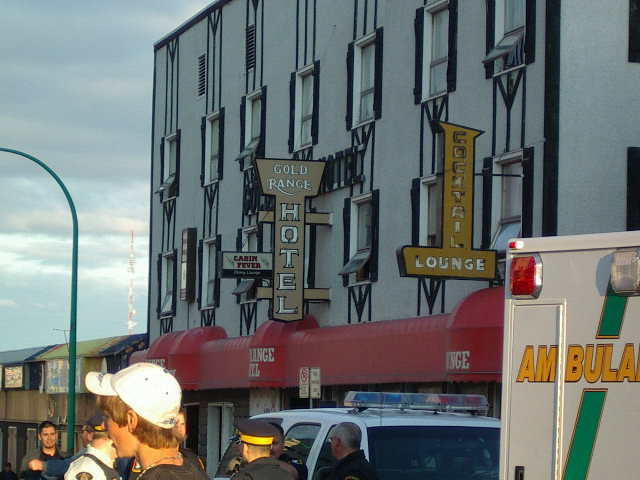
“黄金山脉”酒店一景

黄金山脉（英語：The Gold Range）是位于加拿大西北地区首府耶洛奈夫的一家酒吧和旅馆。

## 流行文化

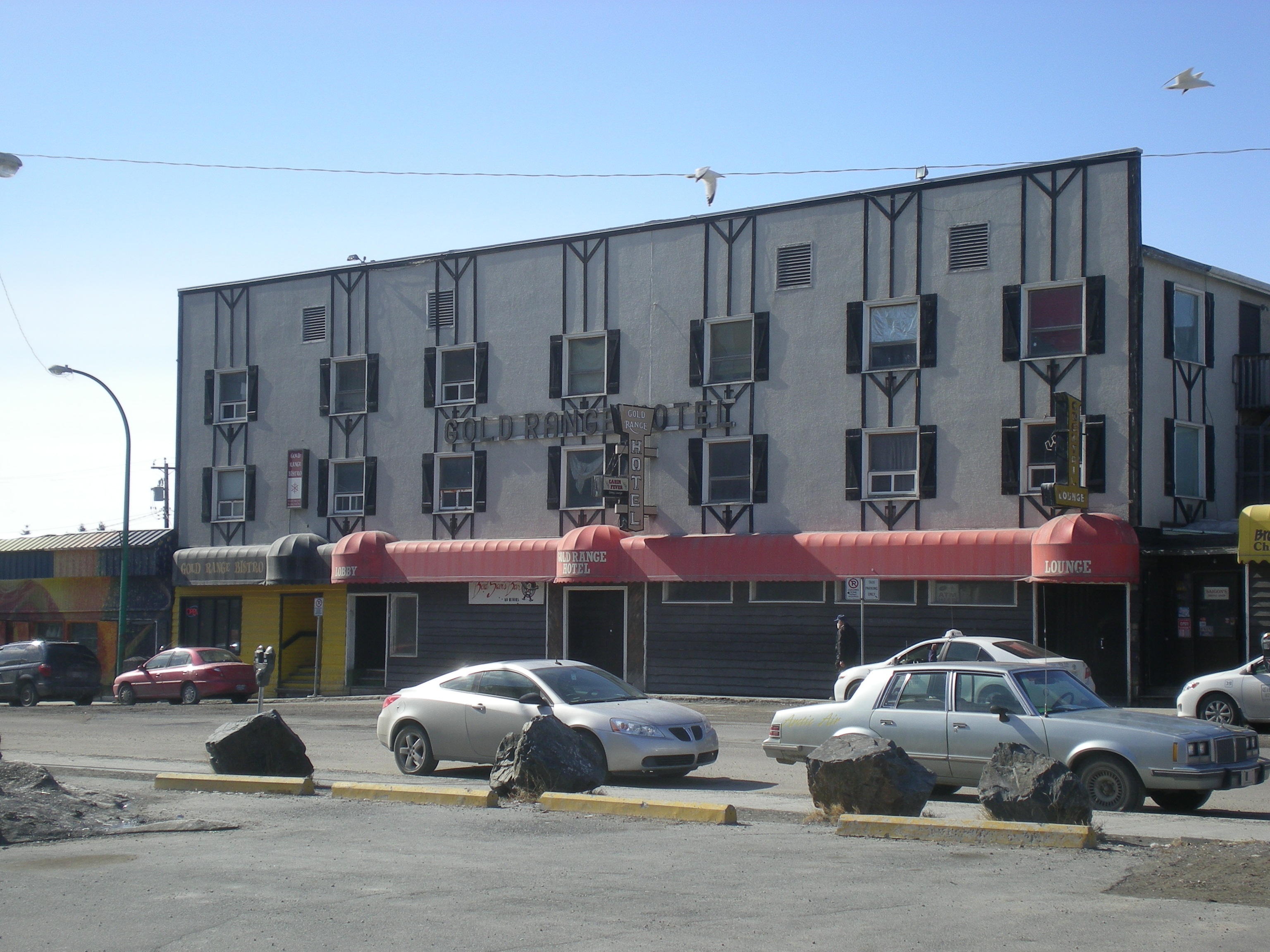
“黄金山脉”酒店位于街对面

在莫迪凯·里奇勒于1989年创作的小说《所罗门·古尔斯基来了》中，故事的主人公摩西·伯格（英語：Moses Berger）曾在耶洛奈夫旅行期间多次访问黄金山脉酒吧。在阿里塔·范·黑克的小说《The Tent Peg》，故事情节也始于位于耶洛奈夫的一家酒吧，而酒吧的原型就是黄金山脉。此外，在凯丝·莱克斯2012年的小说《Bones Are Forever》，在一次前往耶洛奈夫的旅行中再次提到了黄金山脉酒吧。
2013年，耶洛奈夫居民约翰·亨德森（英語：John Henderson）和他的女儿用乐高积木，制作了黄金山脉酒店的模型，模型完全有积木搭建而成。乐高模型在社交媒体上引起了国际性的关注。